# Aeroportul Alula
Aeroportul Alula (IATA: ALU, ICAO: HCMA) este un aeroport din Bari⁠(d), Somalia ce deservește zona Caluula⁠(d).
Situat la o altitudine de 11 m, aeroportul dispune de o singură pistă.